# ریچارد چاوز
ریچارد چاوز (انگلیسی: Richard Chaves؛ زادهٔ ۹ اکتبر ۱۹۵۱) یک هنرپیشه اهل ایالات متحده آمریکا است.